# Russula queletii
Russula queletii là một loài nấm không ăn được trong chi Russula được tìm thấy khi mọc thành cụm trong các khu rừng vân sam.